# Acomys cineraceus
Acomys cineraceus е вид бозайник от семейство Мишкови (Muridae).

## Разпространение
Видът е разпространен в Етиопия, Кения, Уганда и Южен Судан.